# Chiesa di Santa Caterina (Triora)
La chiesa di Santa Caterina è stato un luogo di culto cattolico situato nel comune di Triora in provincia di Imperia.

## Storia e descrizione
Eretta  alla fine del XIV secolo come cappella gentilizia della famiglia Capponi, tradizionalmente ritenuta di origine fiorentina, ma presente a Triora almeno dal 1260. Ignoti sono gli artefici della cappella, ma, per tecnica e soluzioni adottate, non è impossibile un intervento di maestranze antelamiche lombardo-genovesi, visti anche il rango della famiglia committente e gli strettissimi rapporti tra Triora e la Repubblica di Genova.
Nonostante l'attuale stato di rovina, e di abbandono, la struttura rettangolare senza abside semicircolare presenta ancora ben visibili parte dei tre muri laterali, con due finestre monofore rettangolari all'esterno e sormontate internamente da un arco a tutto sesto. Nella facciata, ancora integra, è presente un occhio tondo centrale strombato e un portale con lo stemma gentilizio dei Capponi discalpellato.
Il sito venne consolidato negli anni cinquanta del Novecento dalla Soprintendenza ai monumenti.